# Piran (química)
|  | Per a altres significats, vegeu «Piran». |

El piran és un compost heterocíclic consistent en un anell no aromàtic de sis membres insaturat format per un àtom d'oxigen i cinc de carboni i que conté dos dobles enllaços. La seva fórmula molecular és C₅H₆O. Hi ha dos isòmers de piran que difereixen per la localització dels dobles enllaços. En el 2H-piran, el carboni saturat és a la posició 2, mentre que en el 4H-piran, el carboni saturat és a la posició 4.
Malgrat que els pirans tenen poca significació en química, molts dels seus derivats són molècules biològiques importants, com ho són els piranoflavonoides.
El terme piran sovint també s'aplica al seu anàleg d'anell saturat, que s'anomena més pròpiament tetrahidropiran o oxà. En aquest context, els monosacàrids que contenen un sistema d'anell de sis membres es coneixen com a piranoses.